# 사토 유다이
사토 유다이(일본어: 佐藤雄大, 1982년 10월 23일 ~ )는 일본의 성우이다.

## 출연 작품

### TV 애니메이션
2005년
- 투패전설 아카기(오사무)

2007년
- 크게 휘두르며(오키 카즈토시)

2010년
- 크게 휘두르며 여름대회편(오키 카즈토시)
- 츄브라!!(코마치 히로키)